# Колібрі-манго смарагдовий
Колі́брі-ма́нго смарагдовий (Anthracothorax viridis) — вид серпокрильцеподібних птахів родини колібрієвих (Trochilidae). Ендемік Пуерто-Рико.

## Опис

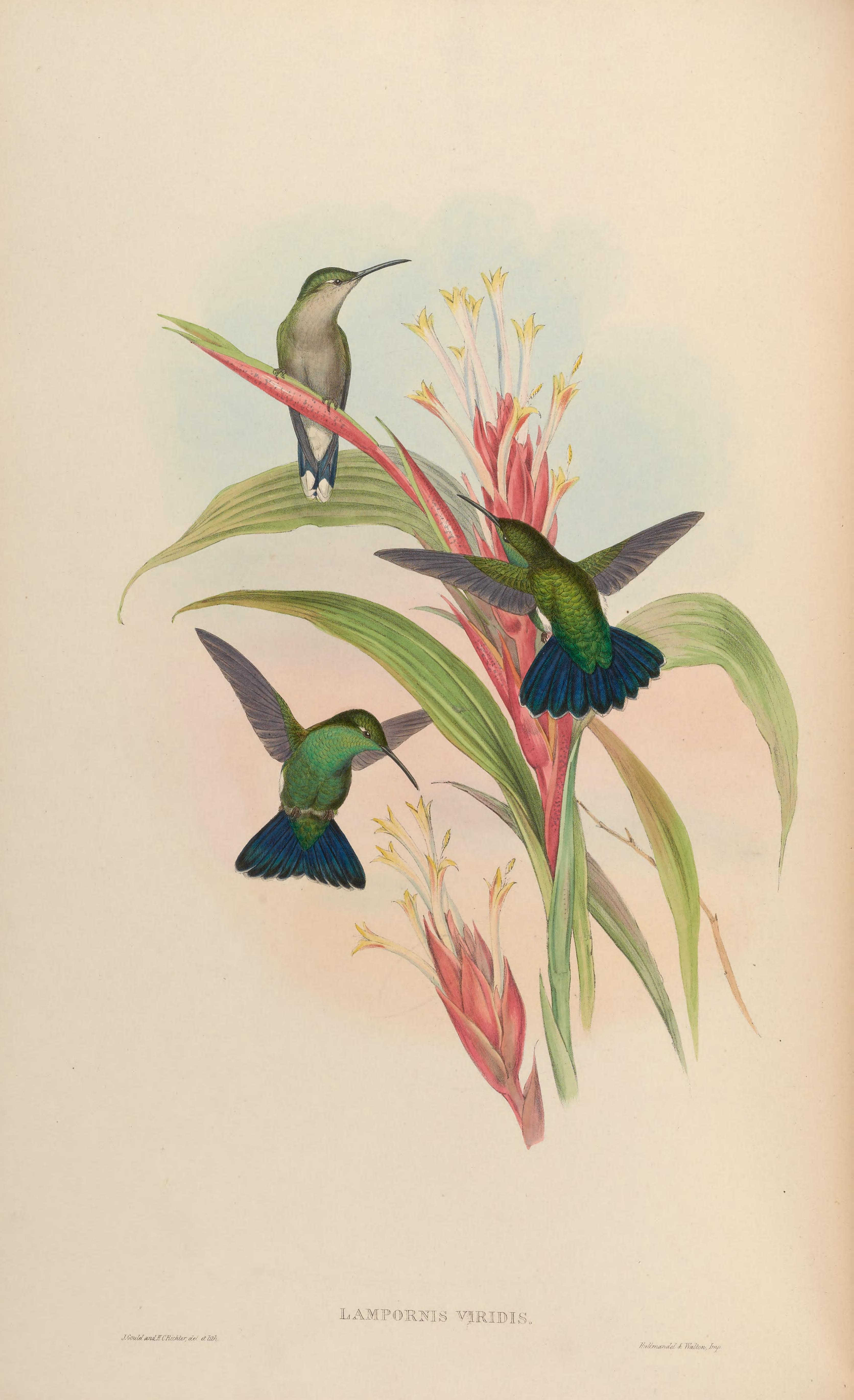
Смарагдові колібрі-манго

Довжина птаха становить 11—14 см, вага 7 г. Верхня частина тіла смарагдово-зелена, нижня частина тіла синьо-зелена з металевим відблиском. Хвіст округлий, синювато-чорний з металевим відблиском, стернові пера мають білі кінчики. Дзьоб дещо вигнутий, чорний. Виду загалом не притаманний статевий диморфізм, однак у самиць за очима є невеликі білі плямки, відсутні у самців. У молодих птахів пера на голові і спині мають коричнюваті краї.

## Поширення і екологія
Смарагдові колібрі-манго мешкають переважно в горах у центрі й на заході острова, в прибережних районах зустрічаються рідко. Вони живуть у вологих тропічних лісах і на плантаціях, переважно на висоті від 800 до 1200 м над рівнем моря. Живляться нектаром різноманітних квітучих дерев. чагарників і ліан, а також комахами і павуками, яких ловлять в польоті або збирають з рослинності. Шукають їжу в усіх ярусах лісу. Самці захищають кормові території. Сезон розмноження триває з жовтня по травень. Гніздо невелике, чашоподібне, зовні покривається лишайниками, прикріплюється вертикальних гілок високих дерев, на висоті понад 8 м над землею. В кладці 2 білих яйця.